# Lemany (Szczytno)
Lemany (deutsch Lehmanen) ist ein Dorf der Landgemeinde Szczytno im Powiat Szczycieński der Woiwodschaft Ermland-Masuren in Polen.

## Geographische Lage
Lemany liegt südwestlich des Jezioro Lemańskie (Großer Silvensee) in der südlichen Mitte der Woiwodschaft, drei Kilometer nordöstlich des Stadtzentrums von Szczytno (Ortelsburg).

## Geschichte

### Ortsgeschichte
Die Gründung von Lehmanen könnte bereits vor 1408 gelegen haben,. Eine erste urkundliche Erwähnung findet sich erst 1427. 1496 verlieh der Hochmeister des Deutschen Ordens Johann von Tiefen dem Dorfschulzen Peter Obestroy besondere Privilegien.
Im Jahre 1785 wurden die wirtschaftlichen Verhältnisse des Dorfes nicht gerade als günstig bezeichnet, heißt es doch da: „Die Bauern leben von Ackerbau, Viehzucht und Spinnerei. Weil der Flachs kein Jahr gerät, müssen sie ankaufen. Der Heuertrag reicht nicht aus. Die Vermögensumstände sind trostlos“. Im  Rahmen von Reformmaßnahmen in der ersten Hälfte des 19. Jahrhunderts stieg die Zahl der Bauernhöfe an.
Im Jahre 1910 waren 261 Einwohner in Lehmanen registriert. Drei Jahre später wurde Lehmanen in der Nachfolge von Beutnerdorf (polnisch Bartna Strona, nicht mehr existent) Sitz und Namensgeber eines neuen Amtsbezirks, der bis 1945 bestand und zum Kreis Ortelsburg im Regierungsbezirk Allenstein in der preußischen Provinz Ostpreußen gehörte.
Aufgrund der Bestimmungen des Versailler Vertrags stimmte die Bevölkerung im Abstimmungsgebiet Allenstein, zu dem Lehmanen gehörte, am 11. Juli 1920 über die weitere staatliche Zugehörigkeit zu Ostpreußen (und damit zu Deutschland) oder den Anschluss an Polen ab. In Lehmanen stimmten 198 Einwohner für den Verbleib bei Ostpreußen, auf Polen entfielen keine Stimmen.
Die Einwohnerzahl Lehmanens belief sich 1933 auf 244 und 1939 auf 249. Zur Dorfgemarkung gehörte damals der Große Silvensee (polnisch Jezioro Lemańskie). Die Bauern hatten auf ihm von alters her das Fischereirecht, das sie bis kurz vor der Vertreibung nutzten. Diese setzte in den letzten Jahren des Zweiten Weltkriegs ein. In Folge des Krieges wurde das gesamte südliche Ostpreußen 1945 an Polen überstellt. Somit auch Lehmanen, dessen polnische Namensform „Lemany“ wurde. Heute ist der Ort mit dem Sitz eines Schulzenamtes (polnisch Sołectwo) eine Ortschaft im Verbund der Landgemeinde Szczytno (Ortelsburg) im Powiat Szczycieński (Kreis Ortelsburg), bis 1998 der Woiwodschaft Olsztyn, seither der Woiwodschaft Ermland-Masuren zugehörig. Im Jahre 2011 zählte Lemany 347 Einwohner.

### Amtsbezirk Lehmanen (1913–1945)
In der Zeit des Bestehens des Amtsbezirks Lehmanen waren zwei Dörfer eingegliedert, die vorher zum Amtsbezirk Beutnerdorf gehörten:
| Deutscher Name | Polnischer Name |
| -------------- | --------------- |
| Hamerudau      | Rudka           |
| Lemahnen       | Lemany          |

## Kirche
Bis 1945 war Lehmanen kirchlich nach Ortelsburg ausgerichtet und war in die evangelische Kirche der Stadt in der Kirchenprovinz Ostpreußen der Kirche der Altpreußischen Union sowie in die dortige römisch-katholische Pfarrkirche im Bistum Ermland eingegliedert. Der Bezug zur jetzt „Szczytno“ genannten Stadt besteht auch heute: zur evangelischen Pfarrkirche, die zur Diözese Masuren der Evangelisch-Augsburgischen Kirche in Polen gehört, und zur katholischen Kirche im Erzbistum Ermland.

## Schule
Eine Volksschule wurde in Lehmanen unter König Friedrich Wilhelm I. gegründet. 1937 errichtete man ein neues, modernes Gebäude.

## Verkehr
Lemany liegt an der Landesstraße 58, die von Olsztynek (Hohenstein) durch die südliche Woiwodschaft Ermland-Masuren bis in die Woiwodschaft Masowien führt. Vom Nachbarort Romany (Rohmanen) existiert eine Nebenstraßenverbindung nach Lemany.
Über den Bahnhof in Szczytno besteht Anschluss an die Bahnstrecken Olsztyn–Ełk und Ostrołęka–Szczytno, wobei letztere derzeit erst ab Chorzele befahren wird.